# Aleksander Górski
Aleksander Górski (ur. 1926, zm. 1986) – polski artysta fotograf, uhonorowany tytułem Artiste FIAP (AFIAP). Prezes Zarządu Gliwickiego Towarzystwa Fotograficznego.

## Życiorys
Aleksander Górski w 1968 roku ukończył studia na Politechnice Śląskiej (Wydział Elektryczny). Związany z gliwickim środowiskiem fotograficznym, należał do Gliwickiego Towarzystwa Fotograficznego, powstałego w 1961 roku, na bazie oddziału gliwickiego Polskiego Towarzystwa Fotograficznego – istniejącego od 1951 roku. Był prezesem Zarządu GTF. Miejsce szczególne w jego twórczości zajmowała fotografia aktu, fotografia krajobrazowa oraz fotografia portretowa.  
Aleksander Górski był autorem i współautorem wielu wystaw fotograficznych; indywidualnych oraz zbiorowych. Był uczestnikiem wystaw pokonkursowych, organizowanych m.in. pod patronatem Międzynarodowej Federacji Sztuki Fotograficznej FIAP – w Polsce i za granicą, na których otrzymał wiele akceptacji, nagród, wyróżnień, dyplomów i listów gratulacyjnych. W latach 1974–1985 był współorganizatorem Seminarium Dydaktycznego Komisji Młodych FIAP. 
W 1960 roku Federacja Amatorskich Stowarzyszeń Fotograficznych w Polsce przyznała mu Dyplom Honorowy – najwyższe wyróżnienie FASFwP, przyznawane jednorazowo. W 1976 roku został uhonorowany Dyplomem Ministerstwa Kultury i Sztuki. Pokłosiem udziału w Międzynarodowych Salonach Fotograficznych (pod patronatem FIAP) było przyznanie Aleksandrowi Górskiemu (w 1960 roku) tytułu honorowego Artiste FIAP (AFIAP) – przez Międzynarodową Federację Sztuki Fotograficznej FIAP, obecnie z siedzibą w Luksemburgu. 
Prace Aleksandra Górskiego znajdują się w zbiorach Muzeum w Gliwicach.

## Odznaczenia
- Medal Roku Jana Bułhaka (1976)[2];
- Odznaka „Zasłużony Działacz Kultury” (1983)[2];